# Charles Muller (Schriftsteller)
Charles Muller (auch: Müller; * 6. Mai 1877 in Elbeuf; † 1. Oktober 1914 in Longueval) war ein französischer Schriftsteller. Er bildete zusammen mit Paul Reboux ein Autorenduo, das für literarische Pastiches unter dem Titel A la manière de… bekannt war.

## Leben und Werk
Charles Muller besuchte Schulen in Rouen und Paris und schloss 1898 ein Literaturstudium in Rennes mit der Licence ab. 1901 traf er beim Militärdienst auf Paul Reboux, mit dem zusammen er als Pariser Journalist von 1908 bis 1913 drei Bände literarischer Pastiches und 1914 einen Roman veröffentlichte. Er fiel zu Beginn des Ersten Weltkriegs. Sein Bericht einer Indienreise von 1910–1911 erschien erst 1924. In Rouen und Rennes sind Straßen nach ihm benannt.

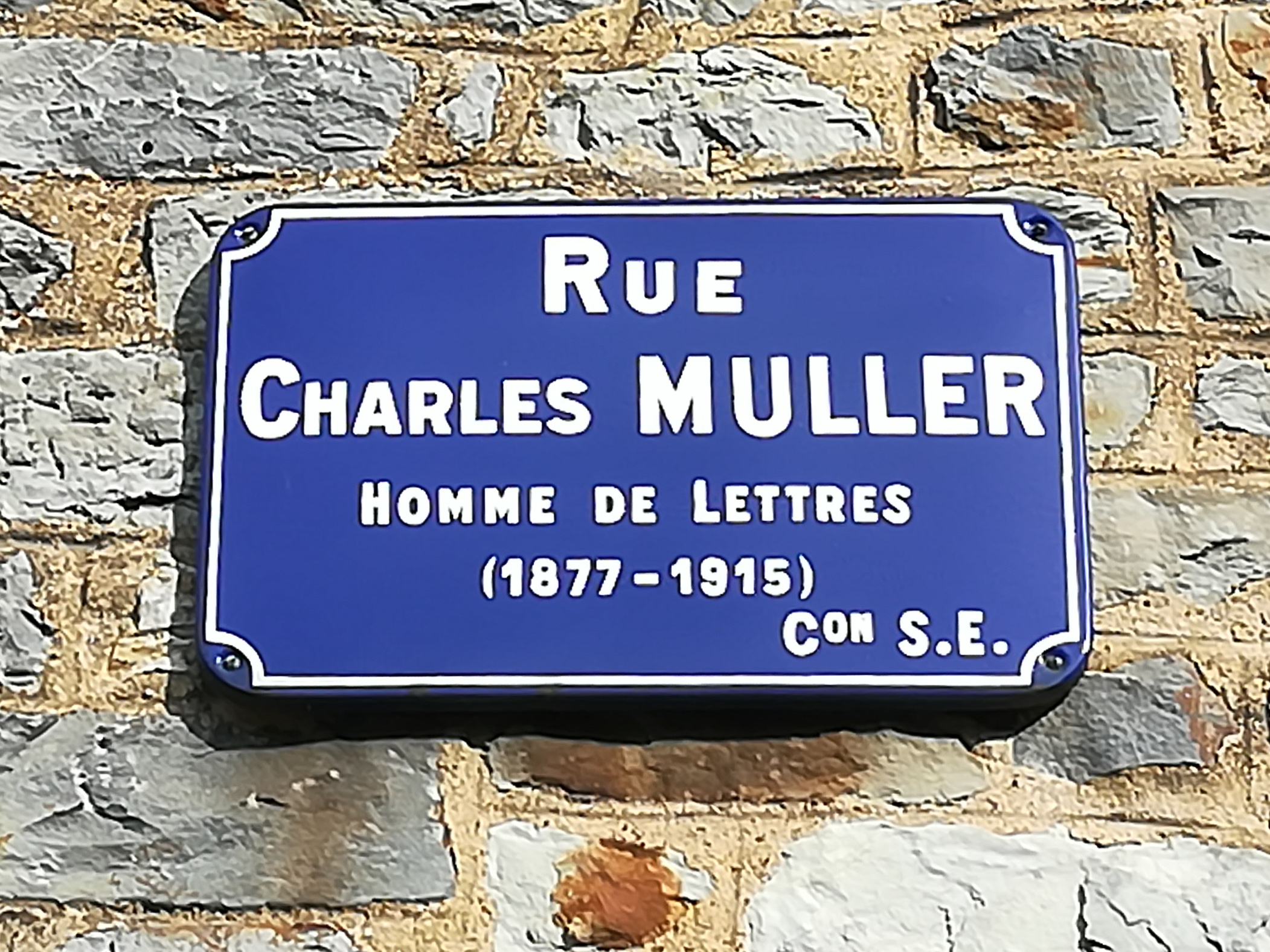
Straßenschild in Rennes

## Werke (Auswahl)

### Pastiches mit Paul Reboux
- (1908, erste Staffel) A la manière de... Paul Adam, Maurice Barrès, Henry Bataille, Tristan Bernard, Conan Doyle, José-Maria de Hérédia, Joris-Karl Huysmans, Francis Jammes, La Rochefoucauld, Maurice Maeterlinck, Mme Delarue-Mardrus, Mme de Noailles, Charles-Louis Philippe, Jules Renard, Shakespeare.

- (1910, zweite Staffel + erste Staffel) A la manière de... Octave Mirbeau, Henri de Régnier, Léon Tolstoï, Lamartine, Mme de Noailles, Baudelaire, Marcelle Tinayre, Mistral, Pierre Loti, Gyp, Jean Jaurès, Charles Dickens, Ed. de Goncourt, Émile Zola, Alphonse Daudet. Grasset, Paris 1910.

- (1913, dritte Staffel) A la manière de... Racine, Georges d’Esparbès, Henry Bordeaux, Gabriele d’Annunzio, Paul Déroulède, Henry Bataille, Chateaubriand, Paul Fort, G. Lenôtre, Max et Alex Fischer, Stéphane Mallarmé, André de Lorde, Charles Péguy, Marcel Prévost, Brieux, Abel Bonnard, Paul Verlaine, Rudyard Kipling, Émile Faguet, Catulle Mendès, Henry Bernstein. B. Grasset, Paris 1913.

### Weitere Werke
- (mit Paul Reboux) Rikette aux enfers. Flammarion, Paris 1914.

- Cinq mois aux Indes. De Bombay à Colombo. H. Floury, Paris 1924.